# Technasia
Technasia ist ein Produzenten-Duo in der elektronischen Musikszene, das aus den beiden Produzenten Amil Khan (aus Hongkong) und Charles Siegling (aus Frankreich) besteht.

## Laufbahn
1996 trafen sich beide Produzenten in Hongkong und fingen gemeinsam an, Tracks zu produzieren. Sie gründeten das Label Technasia Records. 2000 schafften die beiden aus der Technoprovinz Hongkong vor allem mit den beiden Tracks Force und Evergreen den Durchbruch. Der Track Force wurde zu einem der größten Hits in der elektronischen Musikszene, dieser Track ist auch auf Sven Väths Mix-Compilation The Sound of the first Season enthalten. Der Track Evergreen gilt ebenfalls als bekannt und wurde bereits von John Tejada remixt. 2001 veröffentlichen sie in Europa mit „Future Mix“ ihren ersten Longplayer, auf dem zahlreiche Hits wie „Hydra“, „Descent“ oder „Force“ enthalten sind. Der Titel „Future Mix“ lehnt sich an die gleichnamige Radioshow an, mit der Charles Siegling zusammen mit dem chinesischen DJ Michael Nee von 1998 bis 2001 auf Sendung ging. 2002 erschienen zahlreiche Remixe von Künstlern wie Detroit Master Claude Young, Funk D' Void, John Tejada und Renato Cohen. „Recréations“ bündelt die als 4x12″ Serie erschienenen Remixe auf einer handlichen CD.

## Diskographie

### CD-Veröffentlichungen
| Titel                   | Jahr | Label             | Art der CD  | Bemerkungen |
| ----------------------- | ---- | ----------------- | ----------- | ----------- |
| Themes From A Neon City | 1997 | Technasia Records | Maxi        |             |
| Future Mix              | 2001 | Technasia Records | Studioalbum |             |
| Recréations             | 2002 | Technasia Records | Studioalbum |             |
| Popsoda                 | 2006 | Technasia Records | Studioalbum |             |
| Central                 | 2010 | Technasia Records | Studioalbum |             |

### Vinyl-Veröffentlichungen
| Titel                                 | Jahr      | Label             | Art des Vinyls | Bemerkungen                                                |
| ------------------------------------- | --------- | ----------------- | -------------- | ---------------------------------------------------------- |
| Themes From A Neon City               | 1997/1998 | Technasia Records | 12"            |                                                            |
| Motion                                | 1998      | Technasia Records | 12"            |                                                            |
| The Declamation                       | 1998      | Technasia Records | 12"            |                                                            |
| Genesis                               | 1999      | Sino              | 12"            |                                                            |
| Hydra                                 | 1999      | Technasia Records | 12"            |                                                            |
| Force                                 | 2000      | Technasia Records | 12"            |                                                            |
| Evergreen                             | 2001      | Technasia Records | 12"            |                                                            |
| Passages Vol. 1                       | 2002      | Sino              | 12"            |                                                            |
| Recréations                           | 2002      | Technasia Records | 12"            |                                                            |
| Nebula                                | 2003      | Technasia Records | 12"            |                                                            |
| Fusin'                                | 2003      | Music Man Records | 12"            |                                                            |
| The Steppin’ Show Vol.1: Blunt        | 2005      | The Steppin’ Show | 12"            |                                                            |
| Ghett-O-Freak                         | 2006      | Technasia Records | 12"            |                                                            |
| Popsoda                               | 2006      | Technasia Records | 2x12" Album    |                                                            |
| 2 The Floor                           | 2006      | Technasia Records | 12"            |                                                            |
| Oxide                                 | 2008      | Technasia Records | 12"            |                                                            |
| Force: 10th Anniversary Remix Contest | 2010      | Technasia Records | 12"            |                                                            |
| Central                               | 2010      | Technasia Records | 2x12" Album    | Enthält einen Gutschein zum Download des kompletten Albums |
| Esperance                             | 2010      | Technasia Records | 12"            |                                                            |
| Bension 01                            | 2010      | Sino              | 12"            |                                                            |
| Central Remixed Part 2                | 2011      | Technasia Records | 12"            |                                                            |
| Heart Of Flesh                        | 2012      | Cadenza           | 12"            |                                                            |
| Bastille Days                         | 2012      | Ovum Recordings   | 12"            |                                                            |